# Lisa Gunnarsson
Lisa Ulrika Gunnarsson (Stoccolma, 20 agosto 1999) è un'astista svedese.

## Biografia
Nata in Svezia è cresciuta in giro per il mondo, scoprendo ne 2011 il salto con l'asta durante la permanenza ad Angers, in Francia, lasciandosi alle spalle la carriera da ginnasta.
Nel 2015, ha debuttato a livello internazionale e l'anno seguente è entrata a far parte del team nazionale per gli Europei nei Paesi Bassi. Nel 2017, prima di presentarsi ai Mondiali di Londra, ha vinto una medaglia d'oro agli Europei juniores in Italia.
Dal 2018 si è trasferita negli Stati Uniti per studiare e gareggiare nei circuiti NCAA, dapprima con il Politecnico della Virginia e poi con l'Università statale della Louisiana.

## Palmarès
| Anno | Manifestazione | Sede       | Evento           | Risultato | Prestazione | Note |
| ---- | -------------- | ---------- | ---------------- | --------- | ----------- | ---- |
| 2015 | Europei U20    | Eskilstuna | Salto con l'asta | 5ª        | 4,10 m      |      |
| 2016 | Europei        | Amsterdam  | Salto con l'asta | 23ª (q)   | 4,00 m      |      |
| 2016 | Mondiali U20   | Bydgoszcz  | Salto con l'asta | 7ª        | 4,10 m      |      |
| 2017 | Europei indoor | Belgrado   | Salto con l'asta | 6ª        | 4,55 m      |      |
| 2017 | Europei U20    | Grosseto   | Salto con l'asta | Oro       | 4,40 m      |      |
| 2017 | Europei        | Londra     | Salto con l'asta | 17ª (q)   | 4,35 m      |      |
| 2018 | Mondiali U20   | Tampere    | Salto con l'asta | Argento   | 4,35 m      |      |
| 2018 | Europei        | Berlino    | Salto con l'asta | 13ª (q)   | 4,35 m      |      |
| 2021 | Europei U23    | Tallinn    | Salto con l'asta | Bronzo    | 4,40 m      |      |
| 2022 | Mondiali       | Eugene     | Salto con l'asta | 16ª (q)   | 4,35 m      |      |
| 2022 | Europei        | Monaco     | Salto con l'asta | 24ª (q)   | 4,10 m      |      |

## Altre competizioni internazionali
2015
- al Festival olimpico della gioventù europea ( Tbilisi), salto con l'asta - 4,15 m

2021
- 8ª al DN Galan ( Stoccolma), salto con l'asta - 4,21 m